# Репертуар Малого театра СССР
Для постановок дореволюционного периода см. Репертуар Императорского Малого театра

Для постановок постсоветского периода см. Репертуар Малого театра России
Здесь представлен список постановок Государственного академического Малого театра в советский период.

## 1910-е

#### Текущий репертуар
Текущий репертуар первых лет советского периода, перешедший из дореволюционных сезонов:
- «Без вины виноватые». Комедия в 4 д. А. Н. Островского.
- «Бесприданница». Драма в 4 д. А. Н. Островского.
- «Благодать». Комедия в 4 д. Л. Н. Урванцева.
- «В царстве скуки». Комедия в 3 д. Э. Пальерона, пер. А. М. Дмитриева и Н. П. Кичеева.
- «Василиса Мелентьева». Драма в 5 д. А. Н. Островского и С. А. Гедеонова.
- «Венецианский купец». Комедия в 5 д. У. Шекспира, пер. П. И. Вейнберга.
- «Воевода» («Сон на Волге»). Комедия в 5 д. с прологом А. Н. Островского.
- «Волки и овцы». Комедия в 5 д. А. Н. Островского.
- «Вторая молодость». Драма в 4 д. П. М. Невежина.
- «Горе от ума». Комедия в 4 д. А. С. Грибоедова.
- «Гроза». Драма в 5 д. А. Н. Островского.
- «Дмитрий Самозванец и Василий Шуйский». Драм. хроника А. Н. Островского (5-я сцена).
- «Дружеское поручение». Комедия в 1 д. Н. А. Григорьева-Истомина.
- «Женитьба». Совершенно невероятное событие в 2 д. Н. В. Гоголя.
- «Жених из долгового отделения». Комедия в 1 д. И. Е. Чернышева.
- «Измена». Драм. легенда в 5 д. А. И. Сумбатова.
- «На бойком месте». Комедия в 3 д. А. Н. Островского.
- «Невольницы». Комедия в 4 д. А. Н. Островского.
- «Ночной туман». Комедия в 5 д. А. И. Сумбатова.
- «Плоды просвещения». Комедия в 4 д. Л. Н. Толстого.
- «Поздняя любовь». Сцены из жизни захолустья в 4 д. А. Н. Островского.
- «Последняя жертва». Комедия в 5 д. А. Н. Островского.
- «Правда — хорошо, а счастье лучше». Комедия в 4 д. А. Н. Островского.
- «Предложение». Шутка в 1 д. А. П. Чехова.
- «Розалинда». Комедия в 1 д. Дж. М. Барри, пер. 3. А. Венгеровой.
- «Свадьба Кречинского». Комедия в 3 д. А. В. Сухово-Кобылина.
- «Светлый путь». Драма в 4 д. С. Д. Разумовского.
- «Свои люди — сочтёмся». Комедия в 4 д. А. Н. Островского.
- «Свои собаки грызутся, чужая не приставай». Комедия в 2 д. А. Н. Островского.
- «Сёстры Кедровы». Комедия в 4 д. Н. А. Григорьева-Истомина.
- «Стакан воды». Комедия в 5 д. Э. Скриба, пер. Н. О. Рутковской и И. С. Платона.
- «Таланты и поклонники». Комедия в 4 д. А. Н. Островского.
- «Трудовой хлеб». Комедия в 4 д. А. Н. Островского.
- «Цена жизни». Драма в 4 д. Вл. И. Немировича-Данченко.
- «Чародейка». Трагедия в 5 д. И. В. Шпажинского.
- «Школа мужей». Комедия в 4 д. Ж.-Б. Мольера.

#### 1917/1918
- 27 октября — «Саломея». Драма в 1 д. О. Уайльда. Пер. К. Д. Бальмонта и Е. А. Андреевой. Пост. И. С. Платона, Худ. С. И. Петров (декорации) и В. В. Дьячков (костюмы). Прелюдия соч. 24 Н. С. Голованова. Танец Саломеи на музыку И. А. Саца (редакция Н. С. Голованова).
- 27 октября — «Флорентийская трагедия». Трагедия в 1 д. О. Уайльда. Пер. М. Ф. Ликиардопуло и А. А. Курсинского. Пост. С. В. Айдарова. Худ. С. И. Петров (декорации) и В. В. Дьячков (костюмы).
- 20 декабря — «Бешеные деньги». Комедия в 5 д. А. Н. Островского. Пост. Е. А. Лепковского. Худ. С. И. Петров.
- 25 января — «Удобства жизни». Миниатюра в 1 д. Н. Н. Вильде. Пост. С. Н. Фохта. Декорации — подбор.
- 2 апреля — «Декабристы». Семейная хроника в 5 д. П. П. Гнедича. Пост. И. С. Платона. Худ. С. И. Петров (декорации) и В. В. Дьячков (костюмы).

#### 1918/1919
- 22 октября — «Посадник». Драм. представление в 4 д. А. К. Толстого. Пост. А. А. Санина. Худ. А. А. Арапов. Комп. П. А. Ипполитов.
- 19 декабря — «Скупой». Комедия в 5 д. Ж.-Б. Мольера. Пер. С. Т. Аксакова. Пост. С. В. Айдарова. Худ. Н. П. Ульянов.
- 19 декабря — «Проделки Скапена». Комедия в 3 д. Ж.-Б. Мольера. Пер. И. С. Платона. Пост. С. В. Айдарова. Худ. Н. П. Ульянов.
- 1 января — «Старик». Пьеса в 4 д. М. Горького. Пост. И. С. Платона. Худ. К. Ф. Юон.
- 22 марта — «Собака садовника». Комедия в 3 д. Лопе де Вега. Пер. Н. В. Давыдова. Пост. А. А. Санина. Худ. К. Ф. Юон (декорации) и В. В. Дьячков (костюмы). Комп. П. А. Ипполитов.
- 22 марта — «Электра». Трагедия в 1 д. Г. фон Гофмансталя. Пер. О. Н. Чюминой. Пост. А. А. Санина. Худ. С. И. Петров (декорации) и В. В. Дьячков (костюмы). Комп. П. А. Ипполитов.

#### 1919/1920
- 24 сентября — «Ревизор». Комедия в 5 д. Н. В. Гоголя. Пост. И. С. Платона. Худ. А. А. Веснин.
- 19 января — «Король Ричард III». Трагедия в 5 д. У. Шекспира. Пер. А. В. Дружинина. Пост. А. А. Санина и Н. О. Волконского. Худ. С. И. Петров (декорации) и В. В. Дьячков (костюмы).
- 18 апреля — «Безумный день, или Женитьба Фигаро». Комедия в 5 д. П. О. Бомарше. Пер. И. С. Платона и И. Н. Худолеева. Пост. И. С. Платона. Худ. А. А. Веснин. Комп. П. А. Ипполитов.

## 1920-е

#### 1920/1921
- 5 апреля — «Горе от ума». Комедия в 4 д. А. С. Грибоедова. Пост. А. А. Санина. Худ. С. И. Петров (декорации) и Л. М. Браиловский (костюмы).
- 19 апреля — «Лес». Комедия в 5 д. А. Н. Островского. Пост. А. А. Санина. Худ. Д. Н. Кардовский.
- 21 мая — «Холопы». Семейная хроника в 5 д. П. П. Гнедича. Пост. И. С. Платона. Худ. А. И. Дмитриев.

#### 1921/1922
- 7 ноября — «Оливер Кромвель». Пьеса в 5 д. А. В. Луначарского. Пост. И. С. Платона. Декорации по эскизам М. В. Добужинского (худ. А. П. Плиген и М. Н. Яковлев). Комп. П. А. Ипполитов. Оливер Кромвель — А. И. Южин, М. С. Нароков, Елизавета старшая — А. А. Яблочкина, Е. П. Шебуева, Елизавета младшая — М. П. Юдина, Его дочери — В. Н. Пашенная, Н. А. Смирнова, Е. Н. Найденова, Р. Р. Рейзен, Е. Н. Гоголева, Ричард Кромвель — Н. К. Яковлев, А. В. Васенин, Генрих Клейполь — С. А. Головин, полковник Айртон — С. В. Айдаров, лорд Фокенберг — В. Н. Аксенов, Б. В. Бриллиантов, Карл I, король английский — П. М. Садовский, М. М. Климов, лорд Сеймур — А. Э. Ашанин, граф Манчестер — И. Ф. Красовский, Пим — Гремин, граф Эссекс — А. С. Орлов.
- 14 января — «Пути к славе». Комедия в 5 д. Э. Скриба. Пер. И. С. Платона. Пост. Н. О. Волконского. Худ. А. А. Веснин. Граф де Миремон — Н. Ф. Костромской, Сезарина — Найденова, Агата — Е Гоголева, Ладомирская, Эдмон де Варени — В. И. Освецимский, Бернарде — М. М. Климов, Оскар Риго — С. А. Головин, граф де Монлюкар — И. Н. Худолеев, Леонар — Р. П. Кречетов, Савиньяк — А. С. Орлов, Понтиньи — С. П. Шугаров.
- 4 марта — «Мария Стюарт». Трагедия в 5 д. Ф. Шиллера. Пер. А. А. Шишкова. Пост. И. С. Платона. Декорации по эскизам К. А. Коровина, художники Г. И. Голов, Н. А. Клодт) и С. И. Петров (костюмы). Комп. П. А. Ипполитов. Елизавета — А. А. Яблочкина, Смирнова, Мария Стюарт — В. Н. Пашенная, Роберт Дудлей — П. М. Садовский, Георг Толбот — И. А Рыжов, Вильгельм Сесиль — М. С. Нарков, граф Кент — А. П. Анисимов, Вильям Девисон — В. Н. Аксенов, Б. П. Бриллиантов, Амиар — С. В. Айдаров, Мортимер — А. А. Остужев, граф Обепин — В. Р. Ольховский, граф Бевьер — Кречетов, Окелли — П. А. Соловьев, Дружон Дрюри — А. Мирский, Уралов, Мельвиль — Н. Ф. Красовский.
- 10 мая — «Как они хотели жениться». Комедия в 3 д. С. Моэма. Пер. Б. Ф. Лебедева. Пост. Н. О. Волконского. Худ. К. Э. Линдблат.

#### 1922/1923
- 13 сентября — «Ревизор». Комедия в 5 д. Н. В. Гоголя. Пост. И. С. Платона. Худ. Д. Н. Кардовский.
- 18 сентября, Большой театр — Юбилейный спектакль в честь 40-летия сценической деятельности А. И. Южина. «Отелло». Трагедия в 5 д. У. Шекспира (1, 3, 4 и 5-е д.) Пер. П. И. Вейнберга. Пост. И. С. Платона. Декорации — подбор.
- 21 декабря — «Снегурочка». Весенняя сказка в 4 д. с прологом и эпилогом. А. Н. Островского. Пост. П. М. Садовского. Худ. В. В. Рождественский. Комп. П. И. Чайковский. Балетмейстер В. А. Рябцев.
- 23 марта — «Игроки». Комедия в 1 д. Н. В. Гоголя. Пост. Н. О. Волконского. Худ. В. В. Мекк.
- 23 марта — «Недоросль». Комедия в 5 д. Д. И. Фонвизина. Пост. Н. О. Волконского. Худ. В. В. Мекк. Комп. П. А. Ипполитов.
- 15 мая — «На всякого мудреца довольно простоты». Комедия в 5 д. А. Н. Островского. Пост. И. С. Платона. Худ. Е. Г. Соколов.

#### 1923/1924
- 17 октября — «Железная стена». Пьеса в 4 д. Б. К. Рынды-Алексеева. Пост. И. С. Платона. Худ. Е. Г. Соколов.
- ? октября — «Его величество Трифон». Драма в 5 д. Д. Ф. Чижевского. Пост. В. А. Ермолова-Бороздина. Худ. М. А. Михайлов
- 3 ноября — «Нечаянная доблесть». Комедия в 3 д. Ю. Н. Юрьина. Пост. Н. О. Волконского. Худ. В. В. Мекк. Комп. П. А. Ипполитов.
- 5 декабря — «Сердце не камень». Комедия в 4 д. А. Н. Островского. Пост. И. С. Платона. Худ. К. Ф. Юон.
- 15 февраля — «Дамская война». Комедия в 3 д. Э. Скриба и Э.-В. Легуве. Пер. И. С. Платона. Пост. Н. О. Волконского. Худ. В. Е. Егоров.
- 15 февраля — «Дары волхвов». Инсцен. в 1 д. Ю. Н. Юрьина по новелле О. Генри. Пост. Н. О. Волконского. Худ. В. Е. Егоров.
- 29 марта*[* 1] — «Плач Рахили». Тысячелетняя сказка в 3 д. с эпилогом. Н. А. Крашенинникова. Пост. В. А. Ермолова-Бороздина. Худ. М. А. Михайлов
- 10 апреля — «Юлий Цезарь». Трагедия в 5 д. В. Шекспира. Пер. П. И. Вейнберга и А. А. Шишкова. Пост. И. С. Платона и Л. М. Прозоровского. Худ. Е. Е. Лансере. Комп. П. А. Ипполитов.
- 30 апреля — «Медвежья свадьба». Мелодрама в 9 к. А. В. Луначарского по П. Мериме. Пост. К. В. Эггерта. Худ. В. А. Тривас. Комп. В. И. Курочкин. Балетмейстер В. А. Рябцев.
- 11 мая — «Бедность не порок». Комедия в 3 д. А. Н. Островского. Пост. И. С. Платона и Л. М. Прозоровского. Худ. Д. Н. Кардовский.

#### 1924/1925
- 13 сентября* — «Псиша». Пьеса в 4 д. Ю. Д. Беляева. Пост. Л. М. Прозоровского. Декорации — подбор
- 18 сентября* — «Ученик дьявола». Мелодрама в 3. д. Б. Шоу. Пер. Н. Е. Эфроса. Пост. И. С. Платона. Худ. М. А. Михайлов
- 19 сентября* — «Мораль пани Дульской». Пьеса в 3 д. Г. Запольской. Пер. С. Ф. Сабурова. Пост. В. А. Ермолова-Бороздина. Худ. М. А. Михайлов
- 27 сентября* — «Уриэль Акоста». Трагедия в 5 д. К. Гуцкова. Пер. П. И. Вейнберга. Пост. Л. М. Прозоровского. Худ. М. А. Михайлов
- 14 октября — «Волчьи души». Пьеса в 4 д. Д. Лондона. Пер. 3. Львовского и Н. В. Лапина. Пост. Н. О. Волконского. Худ. В. А. Симов. Муз. оформление П. А. Ипполитов.
- 24 октября* — «Вечерняя заря». Драма в 4 д. Ф. Бейерлейна. Пер. О. А. Правдина. Пост. В. А. Ермолова-Бороздина. Декорации — подбор
- 28 октября — Спектакль по случаю 100-летнего юбилея Малого театра: «Апофеоз» в 1 д. И. С. Платона. Пост. И. С. Платона. Худ. К. Ф. Юон.
- 13 ноября — «Матрос». Комедия в 1 д. Т. Соважа и Э. Делюрье. Пер. Д. А. Шепелева. Пост. И. С. Платона. Худ. К. Ф. Юон. Комп. П. А. Ипполитов.
- 16 декабря — «Нахлебник». Комедия в 2 д. И. С. Тургенева. Пост. И. С. Платона. Худ. Д. Н. Кардовский.
- 16 декабря — «Завтрак у предводителя». Комедия в 1 д. И. С. Тургенева. Пост. Л. М. Прозоровского. Худ. Д. Н. Кардовский..
- 4 января — «Женитьба Белугина». Комедия в 5 д. А. Н. Островского и Н. Я. Соловьева. Пост. Л. М. Прозоровского. Худ. М. А. Михайлов.
- 27 января — «Иван Козырь и Татьяна Русских». Пьеса в 4 д. Д. П. Смолина. Пост. И. С. Платона и Л. М. Прозоровского. Худ. С. И. Иванов. Комп. П. А. Ипполитов.
- 20 февраля* — «Доходное место». Комедия в 5 д. А. Н. Островского. Пост. В. А. Ермолова-Бороздина. Декорации — подбор
- 7 марта* — «Анна Кристи». Драма в 4 д. Ю. О’Нейля. Пер. А. Ветлугина. Пост. Л. М. Прозоровского. Худ. М. А. Михайлов
- 14 марта — «Серебряная коробка[англ.]». Комедия в 4 д. Д. Голсуорси. Пер. С. В. Шервинского. Пост. И. С. Платона. Худ. М. А. Михайлов.
- 31 марта — «Заговор Фиеско». Трагедия в 4 д. Ф. Шиллера. Пер. М. М. Морозова. Пост. Н. О. Волконского. Худ. И. С. Федотов. Комп. А. Н. Александров.
- 25 апреля — «Лес». Комедия в 5 д. А. Н. Островского. Спектакль возобновлен И. С. Платоном. Худ. Д. Н. Кардовский.

#### 1925/1926
- 15 сентября* — «Обетованная земля». Пьеса в 4 д. С. Моэма. Пер. Б. Ф. Лебедева. Пост. Н. О. Волконского. Худ. И. С. Федотов
- 19 сентября* — «За океаном». Пьеса в 4 д. Я. М. Гордина. Пост. С. И. Ланского. Декорации — подбор.
- 2 октября — «Невольницы». Комедия в 4 д. А. Н. Островского. Спектакль возобновлен С. И. Ланским. Худ. С. И. Иванов.
- 20 октября — «Аракчеевщина». Истор. драма в 5 д. И. С. Платона. Пост. И. С. Платона. Худ. К. Ф. Юон. Муз. оформление П. А. Ипполитов.
- 22 октября — «Семь жён Ивана Грозного». Пьеса в 5 д. Д. П. Смолина. Пост. С. И. Ланского. Худ. С. И. Иванов. Комп. Ю. С. Сахновский
- 8 декабря — «Трактирщица». Комедия в 3 д. К. Гольдони. Пер. И. И. Гливенко. Пост. С. И. Ланского. Худ. М. А. Михайлов
- 29 декабря — «Загмук». Пьеса в 7 к. А. Г. Глебова. Пост. Н. О. Волконского. Худ. И. С. Федотов. Комп. Л. В. Книппер.
- 29 декабря* — «Женитьба Бальзаминова» («За чем пойдёшь, то и найдёшь»). Картины московской жизни в 3 д. А. Н. Островского. Пост. Л. М. Прозоровского. Худ. М. А. Михайлов
- 27 января* — «Брат наркома». Пьеса в 4 д. Н. Н. Лернера[1]. Пост. Л. М. Прозоровского. Худ. М. А. Михайлов
- 20 февраля — «Таланты и поклонники». Комедия в 4 д. А. Н. Островского. Спектакль возобновлен С. И. Ланским. Худ. Б. О. Гейкблюм.
- 20 февраля — «Последний жемчуг». Пьеса в 1 д. Н. Л. Персияниновой. Пост. С. И. Ланского. Декорации — подбор.
- 25 марта — «Собор Парижской Богоматери». Пьеса в 4 д. Н. А. Крашенинникова по роману В. Гюго. Пост. И. С. Платона и Н. Ф. Костромского. Худ. В. Е. Егоров. Комп. А. Н. Александров.
- 3 апреля* — «Лево руля!». Пьеса в 4 д. В. Н. Билль-Белоцерковского. Пост. Л. М. Прозоровского. Худ. С. И. Иванов. Комп. П. А. Ипполитов

#### 1926/1927
- 5 октября — «Доходное место». Комедия в 5 д. А. Н. Островского. Пост. Н. О. Волконского. Худ. И. И. Нивинский. Муз. оформление П. А. Ипполитова.
- 5 октября* — «Смерть Петра I». Пьеса в 4 д. Н. Н. Шаповаленко. Пост. Л. М. Прозоровского. Худ. М. А. Михайлов. Комп. П. А. Ипполитов
- 18 ноября — «Свадьба Кречинского». Комедия в 3 д. А. В. Сухово-Кобылина. Пост. С. И. Ланского. Худ. В. К. Коленда.
- 27 ноября* — «Грех да беда на кого не живёт». Драма в 4 д. А. Н. Островского. Пост. М. С. Нарокова. Худ. М. А. Михайлов
- 28 ноября — «Недоросль». Комедия в 5 д. Д. И. Фонвизина. Пост. Н. О. Волконского. Худ. В. В. Мекк. Комп. П. А. Ипполитов. Возобновление.
- 22 декабря — «Любовь Яровая». Пьеса в 4 д. К. А. Тренева. Пост. И. С. Платона и Л. М. Прозоровского. Худ. Н. А. Меныпутин. Муз. оформление П. А. Ипполитов.
- 16 марта* — «Наследие времён». Пьеса в 4 д. И. С. Платона. Пост. И. С. Платона. Худ. Д. Н. Кардовский.
- 25 марта — «Бархат и лохмотья». Пьеса в 8 к. А. В. Луначарского и Э. Штуккена. Пост. Н. О. Волконского. Худ. И. И. Нивинский.
- 5 апреля* — «Амур в лапоточках». Драма в 5 д. П. С. Сухотина. Пост. И. С. Платона. Худ. Н. П. Крымов

#### 1927/1928
- 5 ноября 1927* — «Пока они сражались». Пьеса в 4 д. Б. А. Вакса и Э. Э. Матерна по роману В. Сириля и Э. Берже. Пост. М. С. Нарокова. Худ. И. С. Федотов. Комп. П. А. Ипполитов
- 9 ноября — «1917 год». Истор. хроника в 4 д. Н. Н. Суханова и И. С. Платона. Пост. Л. М. Прозоровского. Худ. Н. А. Меныпутин. Муз. оформление П. А. Ипполитова.
- 11 ноября* — «Золото». Пьеса в 4 д. Ю. О’Нейля. Пер. Н. М. Крымовой. Пост. И. С. Платона. Худ. И. С. Федотов
- 29 января — «Сон в летнюю ночь». Комедия в 4 д. У. Шекспира. Пер. Н. М. Сатина. Пост. Н. Ф. Костромского. Худ. М. А. Михайлов. Комп. С. Н. Василенко.
- 25 февраля — «Гусары и голуби». Комедия в 4 д. В. О. Волькенштейна. Пост. Л. М. Прозоровского. Худ. Б. М. Кустодиев. Комп. П. А. Ипполитов.
- 14 марта* — «Шутники». Комедия в 4 д. А. Н. Островского. Спектакль возобновлен И. С. Платоном. Декорации — подбор.

#### 1928/1929
- 30 октября* — «Сигнал». Мелодрама в 4 д. С. И. Поливанова и Л. М. Прозоровского. Пост. Л. М. Прозоровского. Худ. В. П. Комардёнков
- 15 декабря — «Жена». Комедия в 5 д. К. А. Тренева. Пост. В. К. Владимирова. Худ. М. 3. Левин. Муз. оформление П. А. Ипполитова.
- 2 января* — «Свои люди — сочтёмся». Комедия в 4 д. А. Н. Островского. Пост. И. С. Платона. Худ. Д. Н. Кардовский.
- 28 февраля — «Огненный мост». Драма в 4 д. Б. С. Ромашова. Пост. Л. М. Прозоровского. Худ. А. А. Арапов. Комп. П. А. Ипполитов.
- 6 марта* — «Альбина Мегурская». Мелодрама в 4 д. Н. Н. Шаповаленко. Пост. Н. Ф. Костромского. Худ. И. С. Федотов. Муз. оформление П. А. Ипполитова.

#### 1929/1930
- 14 сентября* — «Разбойники». Трагедия в 4 д. Ф. Шиллера. Пер. М. М. Достоевского. Пост. И. С. Платона. Худ. А. А. Арапов. Комп. В. И. Курочкин.
- 25 ноября — «Растеряева улица». Пьеса в 4 д. М. С. Нарокова по Г. И. Успенскому. Пост. М. С. Нарокова. Худ. А. А. Арапов. Муз. оформление П. А. Ипполитова.
- 3 февраля — «Горе от ума». Комедия в 4 д. А. С. Грибоедова. Пост. Н. О. Волконского. Худ. И. М. Рабинович. Муз. оформление Л. А. Половинкина.
- 12 февраля* — «Мещанин во дворянстве». Комедия в 4 д. Ж.-Б. Мольера. Пер. В. П. Острогорского. Пост. Н. А. Попова. Худ. Н. Е. Айзенберг. Комп. К. Я. Листов.
- 26 мая* — «Ледолом». Пьеса в 4 д. В. М. Чуркина. Пост. Н. А. Попова. Худ. С. И. Иванов
- 2 июня — «Вьюга». Драма в 5 д. М. В. Шимкевича. Пост. И. С. Платона и Л. М. Прозоровского. Худ. В. П. Киселёв. Муз. оформление П. А. Ипполитова.

## 1930-е

#### 1930/1931
- 17 ноября* — «Горячие будни». Пьеса в 4 д. Ю. В. Болотова. Пост. Н. А. Попова. Худ. А. А. Арапов. Комп. К. Я. Листов.
- 25 ноября — «Смена героев». Пьеса в 4 д. Б. С. Ромашова. Пост. М. С. Нарокова. Худ. А. А. Арапов. Комп. С. Н. Василенко.
- 18 февраля* — «Не было ни гроша, да вдруг алтын». Комедия в 5 д. А. Н. Островского. Пост. И. С. Платона. Худ. С. И. Иванов. Комп. В. И. Курочкин.

#### 1931/1932
- 26 сентября* — «Третья скорость». Пьеса в 5 д. К. Я. Финна и Н. О. Волконского. Пост. Н. О. Волконского. Худ. С. И. Иванов. Комп. М. М. Черемухин.
- 8 октября — «Ясный лог». Пьеса в 4 д. К. А. Тренева. Пост. Л. М. Прозоровского. Худ. А. А. Талдыкин и М. А. Михайлов. Комп. В. И. Курочкин.
- 15 февраля* — «В дальней фактории». Пьеса в 4 д. Н. Н. Шаповаленко. Пост. И. С. Платона. Худ. А. А. Талдыкин. Комп. В. И. Курочкин.
- 15 апреля — «Плоды просвещения». Комедия в 4 д. Л. Н. Толстого. Пост. К. П. Хохлова. Худ. М. 3. Левин. Муз. оформление П. А. Ипполитов.

#### 1932/1933
- 26 сентября* — «Цвета защиты». Комедия в 4 д. Б. Б. Зорич. Пост. Н. Д. Медведева и Б. И. Никольского. Худ. Л. Г. Лозовской. Комп. П. А. Ипполитов.
- 5 ноября — «Разгром». Драм. поэма в 4 д. А. А. Фадеева и М. С. Нарокова по роману А. А. Фадеева. Пост. М. С. Нарокова. Худ. А. А. Арапов. Комп. В. И. Курочкин.
- 13 ноября — «Мстислав Удалой». Пьеса в 4 д. О. Л. Прута. Пост. Н. Ф. Костромского и Б. И. Никольского. Худ. Н. А. Меныпутин. Комп. П. А. Ипполитов.
- 20 марта — «На бойком месте». Комедия в 3 д. А. Н. Островского. Пост. П. М. Садовского и С. А. Головина. Худ. С. И. Иванов.
- 17 мая — «Дон Карлос». Трагедия в 4 д. Ф. Шиллера. Пер. М. М. Достоевского. Пост. К. А. Марджанова. Худ. А. А. Арапов. Комп. А. Н. Александров. Пантомима и игры поставлены Н. Г. Александровой.

#### 1933/1934
- 20 октября — «Враги». Сцены в 3 д. М. Горького. Пост. К. П. Хохлова. Худ. М. 3. Левин. Комп. В. И. Курочкин.
- 14 декабря* — «Диплом». Пьеса в 4 д. А. Я. Бруштейн и Б. И. Зона. Пост. Л. М. Прозоровского. Худ. Н. Ф. Денисовский. Комп. Л. М. Пульвер.
- 28 марта — «Бойцы». Пьеса в 4 д. Б. С. Ромашова. Пост. Л. М. Прозоровского и К. П. Хохлова. Худ. М. В. Либаков и Б. А. Матрунин. Комп. П. А. Ипполитов.
- 8 мая — «Скутаревский». Пьеса в 3 д. Л. М. Леонова. Пост. Л. А. Волкова. Худ. М. С. Варпех. Комп. В. Н. Крюков.
- 11 мая* — «Бешеные деньги». Комедия в 5 д. А Н. Островского. Пост. И. С. Платона. Худ. К. Ф. Юон. Муз. оформление П. А. Ипполитова.

#### 1934/1935
- 29 сентября* — «Последняя бабушка из Семигорья». Пьеса в 4 д. И. В. Евдокимова. Пост. Н. Ф. Костромского и Б. И. Никольского. Худ. Н. А. Меныпутин. Комп. Ю. С. Никольский.
- 25 октября — «В чужом пиру похмелье». Сцены московской жизни в 3 д. из пьес А. Н. Островского «В чужом пиру похмелье», «Тяжёлые дни», «Семейная картина», «Трудовой хлеб». Композиция М. С. Нарокова. Пост. М. С. Нарокова. Худ. В. Е. Егоров. Муз. оформление П. А. Ипполитова.
- 5 февраля — «Волки и овцы». Комедия в 5 д. А. Н. Островского. Пост. К. П. Хохлова. Худ. В. В. Дмитриев. Комп. В. В. Нечаев.
- 5 мая — «Соло на флейте». Комедия в 3 д. И. К. Микитенко. Пост. М. С. Нарокова. Худ. В. Е. Егоров. Комп. П. А. Ипполитов.

#### 1935/1936
- 12 октября — «На всякого мудреца довольно простоты». Комедия в 5 д. А. Н. Островского. Пост. П. М. Садовского. Худ. Н. А. Меныпутин.
- 10 декабря 1935 — «Отелло». Трагедия в 5 д. У. Шекспира. Пер. А. Д. Радловой. Пост. С. Э. Радлова. Реж. С. П. Алексеев. Худ. В. С. Басов. Комп. Б. В. Асафьев. Балетмейстер Е. А. Менес.
- 7 февраля* — «Семья Волковых». Пьеса в 4 д. А. Д. Давурина. Пост. Б. А. Балабан. Худ. М. Н. Шипулин.
- 18 апреля — «Бронепоезд 14-69». Пьеса в 4 д. Вс. Иванова. Пост. Л. А. Волкова. Худ. Н. А. Меныпутин. Комп. П. А. Ипполитов.

#### 1936/1937
- 14 октября — «Слава». Пьеса в стихах в 3 д. В. М. Гусева. Пост. К. П. Хохлова. Худ. П. Г. Оцхели. Комп. А. А. Голубенцев.
- 31 октября — «Смерть Тарелкина». Комедия-шутка в 3 д. А. В. Сухово-Кобылина. Пост. А. Д. Дикого. Худ. Н. П. Прусаков. Комп. В. А. Оранский.
- 23 ноября — «Салют, Испания!». Романтическая драма в 2 частях с эпилогом. А. Н. Афиногенова. Пост. В. Н. Пашенной. Реж. А. М. Азарин. Худ. В. Ф. Рындин.
- 17 января — «Лес». Комедия в 5 д. А. Н. Островского. Пост. Л. М. Прозоровского. Реж. М. Ф. Ленин. Худ. А. М. Герасимов.
- 15 марта* — «Скупой рыцарь» «Моцарт и Сальери» «Каменный гость». Маленькие трагедии А. С. Пушкина. Пост. М. С. Нарокова. Реж. В. А. Подгорный. Худ. 3. М. Сирвинт. Комп. С. А. Кондратьев.
- 23 апреля — «Борис Годунов». Трагедия в 5 д. с прологом А. С. Пушкина. Пост. К. П. Хохлова. Худ. В. А. Щуко при участии худ. Б. В. Щуко и М. А. Кротина. Комп. С. Н. Василенко. Балетмейстер Е. А. Менес.
- 14 мая* — «Коварство и любовь». Трагедии в 4 д. Ф. Шиллера. Пер. М. Л. Михайлова. Пост. В. И. Абашидзе. Реж. М. Н. Гладков. Худ. руководство постановкой Н. К. Яковлева, А. А. Остужева и Н. Ф. Костромского. Худ. П. Г. Оцхели. Комп. Т. Н. Вахвахишвили.

#### 1937/1938
- 4 ноября — «На берегу Невы». Пьеса в 4 д. К. А. Тренева. Пост. К. П. Хохлова. Худ. А. А. Арапов. Муз. оформление П. А. Ипполитова.
- 6 февраля — «Ревизор». Комедия в 5 д. Н. В. Гоголя. Пост. Л. А. Волкова. Худ. К. Ф. Юон.
- 25 марта* — «Дети Ванюшина». Драма в 4 д. С. А. Найденова. Пост. М. Н. Гладкова и Н. И. Иванова. Худ. Н. А. Меныпутин.
- 17 апреля — «Дружба». Пьеса в 3 д. В. М. Гусева. Пост. К. П. Хохлова. Худ. М. С. Варпех. Комп. А. А. Голубенцев.

#### 1938/1939
- 17 ноября — «Горе от ума». Комедия в 4 д. А. С. Грибоедова. Пост. П. М. Садовского. Реж. И. Я. Судаков и С. П. Алексеев. Худ. Е. Е. Лансере. Муз. оформление П. А. Ипполитова.
- 1 марта* — «Евгения Гранде». Сценическая композиция в 4 д. С. Даби по О. Бальзаку. Пост. К. А. Зубова. Реж. Г. А. Уварова. Худ. В. И. Козлинский. Комп. П. А. Ипполитов.
- 10 апреля — «Богдан Хмельницкий». Пьеса в 4 д. А. Е. Корнейчука. Пост. Л. А. Волкова. Худ. А. Г. Петрицкий. Комп. П. А. Ипполитов.
- 3 мая — «Волк». Пьеса в 4 д. Л. М. Леонова. Пост. И. Я. Судакова. Худ. В. Ф. Рындин.

#### 1939/1940
- 21 декабря — «Жизнь». Пьеса в 4 д. Ф. И. Панферова. Пост. И. Я. Судакова. Реж. Л. М. Прозоровский. Худ. В. В. Дмитриев.
- 17 февраля* — «Свадьба Кречинского». Комедия в 3 д. А. В. Сухово-Кобылина. Пост. Л. А. Волкова. Худ. М. С. Варпех.
- 10 марта — «Без вины виноватые». Комедия в 4 д. А. Н. Островского. Пост. В. Н. Пашенной и С. П. Алексеева. Худ. К. Ф. Юон. Муз. оформление П. А. Ипполитова.
- 23 апреля — «Уриель Акоста». Трагедия в 5 д. К. Гуцкова. Пер. П. И. Вейнберга. Пост. И. Я. Судакова. Реж. Б. И. Вершилов. Худ. И. М. Рабинович. Комп. Л. М. Пульвер.

## 1940-е

#### 1940/1941
- 8 января* — «Игра интересов» («Комедианты»). Комедия в 3 д. X. Бенавенте. Пер., стихи и интермедии М. П. Гальперина. Пост. В. И. Цыганкова и М. Л. Лейна. Худ. руководитель спектакля И. Я. Судаков. Худ. Н. И. Рогачев. Комп. Н. Н. Рахманов. Балетмейстер А. М. Шаломытова
- 15 января* — «Стакан воды». Комедия в 5 д. Э. Скриба. Пер. Н. О. Рутковской и И. С. Платона. Спектакль возобновлен М. Ф. Лениным. Худ. В. И. Козлинский. Муз. оформление П. А. Ипполитова.
- 11 февраля — «Варвары». Сцены в уездном городе в 4 д. М. Горького. Пост. К. А. Зубова и И. Я. Судакова. Реж. Е. П. Велихов. Худ. Б. Г. Кноблок.
- 6 марта — «Волки и овцы». Комедия в 5 д. А. Н. Островского. Пост. Л. А. Волкова. Худ. В. А. Васильев и Ю. И. Пименов
- 20 марта* — «Правда — хорошо, а счастье лучше». Комедия в 4 д. А. Н. Островского. Пост. Б. И. Никольского. Худ. Б. Г. Кноблок.
- 26 апреля — «В степях Украины». Комедия в 3 д. А. Е. Корнейчука. Пост. И. Я. Судакова. Реж. В. И. Цыганков. Худ. Я. 3. Штоффер. Комп. А. В. Александров.

#### 1941/1942
- 24 февраля — «Отечественная война 1812 года». Инсценировка в 4 д. И. Я. Судакова по роману Л. Н. Толстого «Война и мир». Пост. И. Я. Судакова. Реж. С. П. Алексеев. Худ. П. В. Вильямс. Комп. П. А. Ипполитов.
- 1 мая — «Партизаны в степях Украины». Пьеса в 3 д. А. Е. Корнейчука. Пост. И. Я. Судакова. Реж. В. И. Цыганков. Худ. Б. Г. Кноблок.
- 14 июня — «Испанская легенда». Быль в 1 д. Т. Л. Щепкиной-Куперник. Пост. С. Б. Межинского. Худ. Б. Г. Кноблок. Комп. Н. Г. Факторович.
- 28 июля — «Осада мельницы». Сценическая композиция в 3 д. М. Муромцевой по рассказу Э. Золя. Худ. руководитель спектакля И. Я. Судаков. Пост. Е. П. Велихова и М. И. Царева. Худ. Б. Г. Кноблок. Комп. П. А. Ипполитов.
- 28 июля — «Девушка гусар». Старинный водевиль в 1 д. Ф. А. Кони в обработке К. А. Зубова и Л. В. Никулина. Пост. К. А. Зубова. Реж. А. П. Грузинский и В. И. Грызунов. Худ. Б. Г. Кноблок. Комп. П. А. Ипполитов. Балетмейстер А. М. Шаломытова.

#### 1942/1943
- 5 ноября 1942 — «Фронт». Пьеса в 4 д. А. Е. Корнейчука. Пост. И. Я. Судакова. Реж. С. П. Алексеев и В. И. Цыганков. Худ. Б. Г. Кноблок.
- 27 мая 1943 — «Нашествие». Пьеса в 4 д. Л. М. Леонова. Пост. И. Я. Судакова. Реж. А. П. Грузинский. Худ. Я. 3. Штоффер.

#### 1943/1944
- 12 декабря — «Пигмалион». Комедия в 5 д. Б. Шоу. Пер. Н. К. Константиновой. Пост. К. А. Зубова. Реж. Е. П. Велихов. Худ. В. И. Козлинский.
- 28 марта — «Волки и овцы». Комедия в 5 д. А. Н. Островского. Пост. П. М. Садовского. Реж. Б. И. Никольский. Худ. К. Ф. Юон.
- «Инженер Сергеев». Пьеса Вс. Рокка. Постановка В. И. Цыганкова. Художник М. Бобышев.

#### 1944/1945
- 6 марта — «Иван Грозный». Пьеса в 4 д. А. Н. Толстого. Пост. П. М. Садовского, К. А. Зубова и Б. И. Никольского. Худ. П. П. Соколов-Скаля. Музыка Ю. А. Шапорина. Балетмейстер В. И. Цаплин.
- 28 апреля* — «Женитьба Белугина». Комедия в 5 д. А. Н. Островского и Н. Я. Соловьева. Пост. В. И. Цыганкова. Реж. Б. П. Бриллиантов. Худ. М. П. Бобышев
- 19 июня — «Двенадцатая ночь». Комедия в 5 д. У. Шекспира. Пер. М. Лозинского, пер. песен С. Я. Маршака. Пост. В. Ф. Дудина. Худ. В. Ф. Рындин. Комп. Ю. А. Шапорин. Балетмейстер В. И. Цаплин

#### 1945/1946
- 1 ноября* — «Самолет опаздывает на сутки». Пьеса в 3 д. Н. С. Рыбака и И. А. Савченко. Пост. В. И. Цыганкова. Реж. Б. П. Бриллиантов. Худ. И. С. Федотов. Комп. С. И. Потоцкий. Балетмейстер А. А. Румнев.
- 30 декабря — «Сотворение мира». Пьеса в 4 д. Н. Ф. Погодина. Пост. К. А. Зубова. Реж. А. И. Кричко. Худ. П. П. Соколов-Скаля. Комп. Б. А. Мокроусов.
- 6 июня 1946* — «Бедность не порок». Комедия в 3 д. А. Н. Островского. Пост. Б. И. Никольского. Худ. Д. Н. Кардовский. Комп. П. А. Ипполитов. Балетмейстер А. М. Шаломытова.
- 18 июня 1946 — «Мещане». Драм. эскиз в 4 д. М. Горького. Пост. А. Д. Дикого. Худ. В. Е. Егоров.

#### 1946/1947
- 6 ноября — «Нашествие» (возобновление). Пьеса в 4 д. Л. М. Леонова. Пост. И. Я. Судакова. Реж. А. П. Грузинский. Худ. Я. 3. Штоффер.
- 15 ноября* — «Слава». Пьеса в стихах в 3 д. В. М. Гусева. Пост. В. И. Цыганкова и Б. П. Бриллиантова. Худ. Ю. И. Пименов.
- 26 января — «За тех, кто в море!». Пьеса в 3 д. Б. А. Лавренёва. Пост. К. А. Зубова и В. И. Цыганкова. Худ. Ю. И. Пименов. Консультант по вокальной части Н. Н. Кручинин (Хлебников). Балетмейстер В. И. Цаплин.
- 22 марта* — «За Камой-рекой». Пьеса в 4 д. В. П. Тихонова[2]. Пост. Е. П. Велихова. Реж. А. П. Грузинский. Худ. В. А. Васильев. Комп. А. А. Голубенцев.
- 9 мая — «Русский вопрос». Пьеса в 3 д. К. М. Симонова. Пост. К. А. Зубова. Реж. Е. П. Велихов. Худ. В. П. Каплуновский. Муз. оформление Н. Л. Фишмана.
- 29 июня — «Великая сила». Пьеса в 4 д. Б. С. Ромашова. Пост. Н. В. Петрова. Худ. руководитель постановки К. А. Зубов. Худ. И. С. Федотов. Комп. В. А. Рождественский.

#### 1947/1948
- 4 ноября* — «На белом свете». Пьеса в 4 д. П. Ф. Нилина. Пост. Л. М. Прозоровского и В. И. Цыганкова. Реж. Б. П. Бриллиантов. Худ. Ю. И. Пименов.
- 17 марта — «Минувшие годы». Пьеса в 3 д. Н. Ф. Погодина. Пост. К. А. Зубова. Реж. М. Е. Турбина (Гер) и В. С. Турбин. Худ. В. П. Каплуновский. Муз. оформление Н. Л. Фишмана.
- 20 марта* — «Дети Ванюшина» (возобновление). Драма в 4 д. С. А. Найденова. Пост. М. Н. Гладкова. Худ. Н. А. Меныпутин.
- 16 апреля — «Доходное место». Комедия в 5 д. А. Н. Островского. Пост. К. А. Зубова. Реж. В. И. Цыганков. Худ. В. П. Каплуновский. Муз. оформление П. А. Ипполитова.
- 5 мая — «Южный узел». Истор. хроника в 4 д. А. А. Первенцева. Пост. С. И. Юткевича. Реж. М. Н. Гладков. Худ. Ю. И. Пименов.

#### 1948/1949
- 11 сентября* — «Бесприданница». Драма в 4 д. А. Н. Островского. Пост. К. А. Зубова. Реж. Л. М. Прозоровский и Б. И. Никольский. Худ. В. И. Козлинский. Муз. оформление С. М. Богучевского.
- 19 октября* — «Коварство и любовь». Трагедия в 4 д. Ф. Шиллера. Пер. М. Л. Михайлова. Спектакль возобновлен В. И. Цыганковым. Худ. В. О. Пиотрович. Комп. Т. Н. Вахвахова.
- 23 октября — «Московский характер». Пьеса в 4 д. А. В. Софронова. Пост. А. Д. Дикого. Реж. Е. И. Страдомская. Худ. Н. А. Шифрин.
- 7 ноября* — «Семья пилотов». Пьеса в 4 д. В. С. Супонева. Пост. А. И. Кричко и М. Н. Гладкова. Худ. И. Н. Носов.
- 25 января* — «Рюи Блаз». Драма в стихах в 5 д. В. Гюго. Пер. Т. Л. Щепкиной-Куперник. Пост. В. М. Бебутова. Реж. Е. П. Велихов. Худ. В. И. Козлинский. Муз. оформление Н. Л. Фишмана.
- 9 марта — «Ревизор». Комедия в 5 д. Н. В. Гоголя. Пост. В. И. Цыганкова. Реж. Б. П. Бриллиантов. Худ. Д. Н. Кардовский.
- 2 мая — «Заговор обречённых». Драма в 4 д. Н. Е. Вирты. Пост. К. А. Зубова. Реж. М. Е. Турбина (Гер) и М. Н. Гладков. Худ. В. П. Каплуновский. Худ. по костюмам В. С. Перелетов. Муз. оформление Н. Л. Фишмана.
- 2 мая* — «Молодость». Пьеса в 4 д. Л. Г. Зорина. Пост. В. И. Цыганкова и Е. П. Велихова. Худ. Е. Е. Гранат. Комп. Б. А. Мокроусов. Текст песен Л. И. Ошанина.

#### 1949/1950
- 11 сентября — «Наш современник» («А. С. Пушкин»). Пьеса в 4 д. К. Г. Паустовского. Пост. К. А. Зубова. Реж. В. И. Цыганкова и Е. И. Страдомская. Худ. Ю. И. Пименов. Комп. В. Н. Крюков.
- 4 ноября* — «Тайная война». Драма в 4 д. В. С. Михайлова и Л. С. Самойлова. Пост. Е. И. Страдомской. Худ. В. И. Козлинский.
- 21 декабря — «Незабываемый 1919-й». Пьеса в 4 д. Вс. В. Вишневского. Пост. К. А. Зубова и В. И. Цыганкова. Худ. И. С. Федотов.
- 17 февраля* — «Голос Америки». Драма в 4 д. Б. А. Лавренёва. Пост. В. Ф. Дудина. Реж. М. И. Жаров. Худ. В. П. Каплуновский. Комп. Б. А. Мокроусов. Балетмейстер А. А. Румнев
- 26 марта — «Снегурочка». Весенняя сказка в 4 д. с прологом А. Н. Островского. Пост. Л. М. Прозоровского. Художник Б. И. Волков. Комп. П. И. Чайковский. Балетмейстер В. И. Цаплин.
- 27 мая — «Калиновая роща». Комедия в 4 д. А. Е. Корнейчука. Пост. А. Д. Дикого. Реж. М. Н. Гладков. Худ. А. Г. Петрицкий. Комп. А. Д. Филиппенко.

## 1950-е

#### 1950/1951
- 7 октября* — «Евгения Гранде» (возобновление). Сцен. композиция в 4 д. С. Даби по роману О. Бальзака. Пост. К. А. Зубова. Реж. Е. П. Велихов. Худ. В. И. Козлинский. Комп. П. А. Ипполитов.
- 29 октября — «Голос Америки». Драма в 4 д. Б. А. Лавренёва. Пост. В. Ф. Дудина. Реж. М. И. Жаров. Новая сцен. редакция К. А. Зубова. Худ. В. П. Каплуновский. Комп. ББ. А. Мокроусов. Балетмейстер А. А. Румнев.
- 10 декабря — «Люди доброй воли». Пьеса в 4 д. Г. Д. Мдивани. Пост. А. Д. Дикого. Реж. М. Н. Гладков. Худ. Б. Г. Кноблок. Комп. В. Н. Крюков.
- 24 января — «Семья Лутониных». Пьеса в 4 д. братьев Тур и И. А. Пырьева. Пост. Л. А. Волкова. Худ. А. П. Васильев. Комп. В. А. Оранский.
- 24 февраля* — «На всякого мудреца довольно простоты». Комедия в 5 д. А. Н. Островского. Постановка П. М. Садовского. Реж. Б. И. Никольский. Худ. К. Ф. Юон. Возобновление
- 8 апреля* — «Без вины виноватые». Комедия в 4 д. А. Н. Островского. Пост. В. И. Цыганкова. Реж. Б. П. Бриллиантов. Худ. Б. И. Волков. Муз. оформление П. А. Ипполитова

#### 1951/1952
- 8 ноября — «Настя Колосова». Пьеса в 4 д. В. В. Овечкина. Пост. К. А. Зубова, М. Н. Гладкова и В. И. Невзорова. Худ. А. А. Пластов. Комп. А. А. Голубенцев. Балетмейстер В. И. Цаплин.
- 28 ноября* — «Живой труп». Драма в 12 к. Л. Н. Толстого. Пост. Л. А. Волкова. Худ. А. П. Васильев.
- 23 мая* — «Васса Железнова». Пьеса в 3 д. М. Горького. Пост. К. А. Зубова и Е. П. Велихова. Худ. Б. Г. Кноблок. Балетмейстер В. И. Цаплин.

#### 1952/1953
- 6 ноября — «Северные зори». Пьеса в 4 д. Н. Н. Никитина. Пост. К. А. Зубова и П. А. Маркова. Худ. Б. И. Волков. Комп. А. Г. Новиков. Балетмейстер А. С. Арсентьев.
- 3 декабря* — «Иначе жить нельзя». Пьеса в 4 д. А. В. Софронова. Пост. В. И. Цыганкова и М. Н. Гладкова. Худ. В. П. Каплуновский. Комп. С. А. Заславский.
- 22 марта — «Когда ломаются копья». Комедия в 4 д. Н. Ф. Погодина. Пост. Л. А. Волкова. Худ. Б. И. Волков.
- 3 июня* — «Стакан воды». Комедия в 5 д. Э. Скриба. Пер. Н. О. Рутковской и И. С. Платона. Спектакль возобновлен Б. П. Бриллиантовым. Худ. В. О. Пиотрович. Комп. П. А. Ипполитов.
- 29 июня — «Порт-Артур». Пьеса в 4 д. А. Н. Степанова и И. Ф. Попова. Пост. К. А. Зубова и П. А. Маркова. Худ. Б. И. Волков. Муз. оформление Н. Н. Рахманов. Балетмейстер В. П. Бурмейстер.

#### 1953/1954
- 4 октября — «Шакалы». Драм. сатира в 3 д. А. М. Якобсона. Пер. Л. П. Тоом. Пост. Б. И. Равенских. Реж. М. Н. Гладков. Худ. В. П. Каплуновский. Комп. Вано Мурадели.
- 1 ноября — «Московский характер». Пьеса в 4 д. А. В. Софронова. Пост. А. Д. Дикого. Реж. Е. И. Страдомская. Спектакль возобновлен Е. М. Шатровой. Худ. Н. А. Шифрин.
- 10 ноября* — «Эмилия Галотти». Трагедия в 5 д. Г.-Э. Лессинга. Пер. М. М. Бамдас. Пост. В. И. Цыганкова. Худ. Б. Г. Кноблок.
- 12 февраля — «Опасный спутник». Драма в 3 д. А. Д. Салынского. Пост. А. А. Гончарова. Реж. В. И. Невзоров. Худ. А. Б. Матвеев. Комп. Б. А. Мокроусов.
- 12 мая 1954 — «Сердце — не камень». Комедия в 4 д. А. Н Островского. Пост. Л. А. Волкова. Худ. В. В. Мешков (Харьков).
- 27 июня 1954 — «Иван Рыбаков». Пьеса в 3 д. В. М. Гусева, доработана В. В. Винниковым. Пост. Б. И. Равенских. Реж. Н. М. Залка. Худ. М. М. Курилко. Комп. В. П. Соловьев-Седой (Киев).

#### 1954/1955
- 26 февраля — «Крылья». Комедия в 4 д. А. Е. Корнейчука. Пост. К. А. Зубова и В. И. Цыганкова. Худ. Б. И. Волков. Комп. Вано Мурадели. Текст песен А. А. Коваленкова.
- 24 апреля* — «Ванина Ванини». Пьеса в 4 д. Вл. Юрьева по новелле Стендаля. Пост. М. Н. Гладкова. Худ. Б. Р. Эрдман. Комп. Ю. С. Бирюков. Балетмейстер А. М. Шаломытова.
- 11 мая — «Проданная колыбельная». Драма в 4 д. X. Лакснесса. Пер. В. С. Морозовой. Пост. П. А. Маркова. Реж. С. Б. Межинского. Худ. Н. А. Шифрин. Комп. К. В. Молчанов. Балетмейстер В. П. Бурмейстер.

#### 1955/1956
- 18 декабря* — «Такие времена». Комедия в 3 д. Е. Юрандота. Пер. Ю. Юзовского. Пост. Л. А. Волкова. Худ. Б. Р. Эрдман.
- 30 декабря — «Макбет». Трагедия в 5 д. У. Шекспира. Пер. Б. Л. Пастернака. Пост. К. А. Зубова и Е. П. Велихова. Худ. Б. И. Волков. Комп. А. И. Хачатурян. Балетмейстер К. Я. Голейзовский.
- 26 января* — «Воспитанница». Сцены из деревенской жизни в 4 д. А. Н Островского. Пост. В. И. Цыганкова и М. Н. Гладкова. Худ. В. В. Мешков.
- 23 февраля — «Деньги». Драма в 4 д. А. В. Софронова. Пост. Б. А. Бабочкина. Худ. А. Б. Матвеев. Комп. С. А. Заславский.
- 20 апреля* — «Доктор философии» («Д-р»). Комедия в 4 д. Б. Нушича. Пер. Н. Л. Кондрашиной. Пост. К. А. Зубова. Реж. М. Н. Гладков. Худ. И. М. Рабинович.

#### 1956/1957
- 25 октября* — «Лето младшего брата». Пьеса в 3 д. Г. Приеде. Руковод. постановки К. А. Зубов. Реж. А. М. Масленников. Худ. Г. А. Вилкс. Муз. оформление А. Г. Паппе
- 4 декабря — «Власть тьмы». Драма в 5 д. Л. Н. Толстого. Пост. Б. И. Равенских. Реж. Л. П. Новицкая. Худ. Б. И. Волков. Комп. Н. П. Будашкин. Балетмейстер Т. А. Устинова.
- 31 декабря* — «Ночной переполох». Комедия в 4 д. М.-Ж. Соважона. Пер. В. Д. Метальникова и Н. Я. Рыковой. Пост. В. В. Кенигсона. Худ. Б. Р. Эрдман.
- 16 февраля* — «Одна ночь». Пьеса в 3 д. Б. Л. Горбатова. Пост. В. И. Цыганкова. Худ. Е. Е. Гранат. Комп. Вано Мурадели
- 23 апреля — «Село Степанчиково и его обитатели». Инсценировка в 4 д. Н. Р. Эрдмана по Ф. М. Достоевскому. Пост. Л. А. Волкова. Худ. А. П. Васильев и В. Я. Мазенко.

#### 1957/1958
- 10 августа* — «Когда горит сердце». Инсценировка в 4 д. В. А. Гольдфельда по роману В. П. Кина «По ту сторону». Пост. А. А. Гончарова. Худ. Е. И. Куманьков. Комп. Н. Н. Каретников. Балетмейстер Е. А. Менес.
- 31 августа* — «Каменное гнездо». Пьеса в 4 д. X. Вуолийоки. Пер. В. Стюфа и Г. М. Стабового. Пост. М. Н. Гладкова и В. И. Хохрякова. Худ. Э. Г. Стенберг и Ю. М. Тарасов. Муз. оформление А. Г. Паппе. Балетмейстер А. И. Радунский.
- 18 октября* — «Привидения». Семейная драма в 3 д. Г. Ибсена. Пер. А. В. и П. Г. Ганзен. Пост. В. И. Цыганкова. Реж. А. М. Габович. Худ. Б. И. Волков.
- 27 октября — «Вечный источник». Народн. драма в 4 д. Д. И. Зорина. Пост. Б. А. Бабочкина. Худ. А. Ф. Босулаев. Комп. Г. Н. Попов.

#### 1958/1959
- 2 ноября — «Почему улыбались звёзды». Комедия в 3 д. А. Е. Корнейчука. Пост. Б. И. Равенских. Реж. М. Е. Турбина. Худ. Б. И. Волков. Комп. Вано Мурадели. Балетмейстер Л. В. Голованов.
- 5 ноября* — «Весёлка». Комедия в 3 д. Н. Я. Зарудного. Пост. Д. А. Вуроса. Худ. А. П. Васильев. Комп. Н. П. Будашкин. Текст песен М. А. Светлова. Балетмейстер В. И. Цаплин.
- 27 декабря — «Ярмарка тщеславия». Инсценировка в 3 д. И. В. Ильинского по В. Теккерею. Пост. И. В. Ильинского и В. И. Цыганкова. Реж. Т. А. Еремеева. Худ. В. Ф. Рындин. Комп. Н. И. Пейко. Балетмейстер Е. Д. Васильева.
- 22 марта 1959 — «Завещание». Пьеса в 3 д. С. А. Ермолинского. Пост. Л. А. Волкова. Худ. Б. И. Волков.
- 18 февраля* — «Веер леди Уиндермиер». Комедия в 4 д. О. Уайльда. Пер. М. Я. Бессараб. Пост. В. Г. Комиссаржевского. Худ. В. И. Доррер. Комп. В. Я. Шебалин
- 17 мая* — «Карточный домик». Пьеса в 4 д. О. Н. Стукалова. Пост. Д. А. Вуроса. Худ. Э. Г. Стенберг. Комп. Н. Н. Каретников.

#### 1959/1960
- 26 октября — «Свои люди — сочтёмся». Комедия в 4 д. А. Н Островского. Пост. Л. А. Волкова. Худ. А. П. Васильев.
- 31 января — «Иванов». Драма в 4 д. А. П. Чехова. Пост. Б. А. Бабочкина. Худ. Е. И. Куманьков.
- 23 февраля* — «Песня о ветре». Пьеса в 2 ч. А. Л. Вейцлера, А. Н. Мишарина. Пост. В. И. Коршунова и В. Б. Монахова. Худ. Б. И. Волков и В. А. Клотц.
- 4 марта — «Осенние зори». Драм. повесть в 2 ч. В. И. Блинова. Пост. Б. И. Равенских. Реж. Л. П. Новицкая. Худ. Б. И. Волков. Комп. Н. П. Будашкин. Балетмейстер В. С. Арсеньев.
- 15 мая — «Неравный бой». Комедия в 2 д. В. С. Розова. Пост. Д. А. Вуроса. Худ. Э. Г. Стенберг. Комп. Алексей Муравлев.

## 1960-е

#### 1960/1961
- 18 сентября — «Живой труп». Драма в 12 к. Л. Н. Толстого. Пост. Л. А. Волкова. Худ. А. П. Васильев. Возобновление.
- 7 ноября 1960 — «Любовь Яровая». Пьеса в 4 д. К. А. Тренева. Пост. И. В. Ильинского и В. И. Цыганкова. Худ. В. Ф. Рындин. Худ. по костюмам А. В. Рындина. Комп. Н. И. Пейко. Балетмейстер А. А. Румнев.
- 30 апреля* — «Браконьеры». Пьеса в 3 д. Э. Раннета. Пер. Е. Б. Поздняковой. Пост. М. И. Жарова. Худ. Б. И. Волков. Муз. оформление А. Г. Паппе
- 15 июня — «Взрыв». Пьеса в 3 д. И. М. Дворецкого. Пост. Е. П. Велихова. Худ. Е. И. Куманьков. Муз. оформление А. Г. Паппе.

#### 1961/1962
- 9 сентября — «Крылья» (возобновление). Пьеса в 3 д. А. Е. Корнейчука. Пост. К. А. Зубова и В. И. Цыганкова. Худ. Б. И. Волков. Комп. Вано Мурадели.
- 17 октября — «Честность». Драма в 3 д. А. В. Софронова. Пост. И. В. Ильинского и В. И. Цыганкова. Реж. М. Е. Турбина. Худ. Б. И. Волков. Комп. С. А. Заславский.
- 26 октября — «Весенний гром». Народная драма в 3 д. Д. И. Зорина. Пост. Б. А. Бабочкина. Худ. Б. И. Волков. Комп. М. И. Блантер.
- 19 января — «Гроза». Драма в 5 д. А. Н Островского. Пост. В. Н. Пашенной и М. Н. Гладкова. Худ. Б. И. Волков. Худ. по костюмам Ю. М. Волкова (Стройкова). Комп. Р. К. Щедрин.
- 6 мая — «Маскарад». Драма в 4 д. М. Ю. Лермонтова. Пост. Л. В. Варпаховского. Реж. С. Ф. Конов. Худ. Э. Г. Стенберг. Музыка из произведений С. С. Прокофьева (редакция и оркестровка А. Г. Паппе). Балетмейстер А. В. Чичинадзе.

#### 1962/1963
- 20 октября — «Волки и овцы» (возобновление). Комедия в 5 д. А. Н Островского. Пост. П. М. Садовского. Реж. В. И. Цыганков и Б. И. Никольский. Худ. К. Ф. Юон.
- 29 ноября — «Палата». Драма в 3 д. С. И. Алешина. Пост. Л. В. Варпаховского. Худ. Ю. В. Арндт и М. М. Попков. Комп. Р. С. Леденев.
- 24 января — «Горе от ума». Комедия в 4 д. А. С. Грибоедова. Пост. Е. Р. Симонова. Худ. Б. И. Волков. Худ. по костюмам Ю. М. Волкова (Стройкова). Комп. Л. Л. Солин. Балетмейстер В. П. Бурмейстер.
- 14 марта* — «Перед ужином» (возобновление). Комедия в 2 д. В. С. Розова. Пост. В. Б. Монахова. Худ. Е. Б. Ладыженский. Комп. А. А. Муравлев.
- 26 мая* — «Деньги». Драма в 4 д. А. В. Софронова. Пост. Б. А. Бабочкина. Худ. А. Б. Матвеев. Комп. С. А. Заславский.
- 17 июня — «Нас где-то ждут». Повесть для театра в 3 ч. А. Н. Арбузова. Пост Е. Р. Симонова. Реж. М. М. Новохижин. Худ. Б. И. Волков.

#### 1963/1964
- 20 сентября* — «Госпожа Бовари». Инсценировка в 4 д. Т. А. Битрих-Еремеевой по роману Г. Флобера. Пост. И. В. Ильинского и А. А. Шипова. Худ. В. Ф. Рындин. Худ. по костюмам А. В. Рындина. Комп. Н. И. Пейко. Балетмейстер В. П. Бурмейстер.
- 5 ноября — «Луна зашла…». Пьеса в 2 д. Д. Стейнбека. Пер. О. М. Атлас. Пост. В. И. Цыганкова. Реж. М. Е. Турбина. Худ. Э. Г. Стенберг. Комп. А. Л. Локшин.
- 30 ноября* — «Бабьи сплетни». Комедия в 3 д. К. Гольдони. Пер. А. В. Амфитеатрова. Пост. М. Н. Гладкова. Худ. Ю. В. Васильев. Комп. К. С. Хачатурян. Балетмейстер В. П. Бурмейстер. Стихи Р. И. Рождественского.
- 28 февраля — «Украли консула». Народная комедия в 2 ч. Г. Д. Мдивани. Пост. В. Б. Монахова. Худ. В. А. Клотц. Худ. по костюмам Л. Н. Варламова. Комп. А. Э. Спадавеккиа. Балетмейстер Ю. А. Захаров.
- 25 марта — «Дачники». Сцена в 4 д. М. Горького. Пост. Б. А. Бабочкина. Реж. Д. Г. Кознов. Худ. А. Ф. Босулаев.
- 18 апреля* — «Человек из Стратфорда». Пьеса в 4 д. С. И. Алешина. Пост. Л. А. Заславского. Худ. В. А. Клотц. Комп. Ю. Б. Грюнберг.
- 14 мая — «Главная роль». Драма в 3 д. С. И. Алешина. Пост. Л. В. Варпаховского. Худ. Л. В. Варпаховский и В. А. Клотц. Комп. Р. С. Леденев.
- 16 мая* — «Светит, да не греет». Драма в 5 д. А. Н Островского и Н. Я. Соловьева. Пост. М. И. Царева. Реж. Л. П. Новицкая и В. М. Рыжков. Худ. В. А. Челышев. Комп. Н. П. Будашкин.

#### 1964/1965
- 3 декабря — «Страница дневника». Драма в 2 д. А. Е. Корнейчука. Пост. Е. Р. Симонова. Худ. Б. И. Волков. Муз. оформление А. Г. Паппе.
- 1 января* — «И вновь — встреча с юностью…». Комедия в 2 д. А. Н. Арбузова. Пост. В. Б. Монахова. Худ. В. А. Клотц. Комп. Л. Л. Солин.
- 26 марта — «Умные вещи». Сказка-комедия в 3 д. С. Я. Маршака. Пост. Е. Р. Симонова. Худ. Б. И. Волков. Худ. по костюмам Ю. М. Волкова. Комп. Т. Н. Хренников. Балетмейстер В. И. Цаплин.
- 14 мая — Открытие фестиваля пьес польских драматургов. «Герой фатерланда». Пьеса в 6 к. Л. Кручковского. Пер. Л. И. Малашевой. Пост. В. И. Цыганкова. Худ. Н. П. Акимов. Комп. Н. Н. Каретников. Балетмейстер А. Ф. Кобзева.

#### 1965/1966
- 14 августа — «Правда — хорошо, а счастье лучше». Комедия в 4 д. А. Н. Островского. Пост. Б. А. Бабочкина. Реж. Д. Г. Кознов и Н. И. Рыжов. Худ. Т. Г. Ливанова. Комп. Г. С. Фрид (Рига).
- 14 ноября* — «Рождество в доме синьора Купьелло». Грустная комедия в 3 д. Э. де Филиппо. Пер. А. П. Гусева. Пост. Л. В. Варпаховского. Худ. Л. В. Вегенер. Комп. Л. Л. Солин.
- 25 декабря* — «Доктор философии» («Д-р»). Комедия в 4 д. Б. Нушича. Пер. Н. Л. Кондрашиной. Пост. К. А. Зубова. Возобновление М. Н. Гладкова и В. И. Хохрякова. Худ. В. А. Клотц.
- 21 января — «Человек бросает якорь». Пьеса в 3 д. И. К. Касумова. Пост. В. И. Коршунова. Худ. Л. В. Варпаховский, Ю. В. Арндт, М. М. Попков. Комп. Кара Караев.
- 24 марта — «Ревизор». Комедия в 5 д. Н. В. Гоголя. Пост. И. В. Ильинского. Реж. В. М. Рыжков и В. И. Юрченко. Худ. Э. Г. Стенберг. Комп. Н. И. Пейко.
- 26 марта* — «Белые облака». Драма в 2 д. В. И. Блинова. Пост. Е. Р. Симонова. Реж. М. Е. Турбина. Худ. Б. И. Волков. Комп. Б. А. Мокроусов.
- 18 июня — «Твой дядя Миша». Героическая драма в 3 д. Г. Д. Мдивани. Пост. В. Б. Монахова. Худ. В. А. Клотц. Комп. А. Э. Спадавеккиа.

#### 1966/1967
- 4 ноября — «Сын». Драма в 2 д. А. В. Софронова. Реж. Л. А. Заславский. Худ. П. Л. Роднянский. Руковод. постановки Е. Р. Симонов.
- 26 ноября* — «Стакан воды». Комедия в 5 д. Э. Скриба. Пер. Н. О. Рутковской и И. С. Платона. Возобновление Е. П. Велихова. Реж. В. И. Юрченко. Худ. В. А. Клотц. Комп. А. Г. Паппе.
- 21 февраля — «Оптимистическая трагедия». Пьеса в 3 д. Вс. В. Вишневского. Постановка Л. В. Варпаховского. Худ. Д. Л. Боровский. Комп. Л. Л. Солин.
- 28 февраля* — «Волшебное существо». Пьеса в 3 д. А. П. Платонова и Р. И. Фраермана. Пост. А. Б. Шатрина. Реж. В. П. Шарлахов. Худ. М. М. Курилко. Комп. Л. Л. Солин.
- 4 мая — «Дипломат». Хроника в 3 д. С. И. Алёшина. Пост. Л. В. Варпаховского. Реж. В. С. Сверчков. Худ. В. А. Клотц. Комп. А. Г. Паппе.

#### 1967/1968
- 22 октября — «Джон Рид». Истор. хроника в 3 ч. Е. Р. Симонова. Пост. Е. Р. Симонова. Реж. М. Е. Турбина. Худ. Б. И. Волков. Худ. по костюмам Ю. М. Волкова. Балетмейстер Е. Г. Фарманянц.
- 25 декабря — «Высшая мера». Драма в 2 д. М. Б. Маклярского и К. И. Рапопорта по мотивам повести А. И Тарасова-Родионова «Шоколад». Пост. В. И. Хохрякова и Б. Ф. Горбатова. Худ. В. А. Клотц. Муз. оформление Р. А. Браславской.
- 14 февраля* — «Ты — это я!». Водевиль в 2 д. Л. С. Ленча. Пост Б. Ф. Попова Худ. В. А. Клотц. Комп. Н. В. Богословский. Стихи и песни Я. М. Зискинд. Балетмейстер А. А. Варламов.
- 20 февраля — «Мои друзья». Комедия в 2 д. А. Е. Корнейчука. Пост. Е. Р. Симонова и Е. Я. Весника. Худ. Б. И. Волков. Комп. Н. В. Богословский.
- 25 марта* — «Криминальное танго». Пьеса в 2 ч. Э. Раннета. Пер. Е. Б. Поздняковой. Пост. В. И. Цыганкова. Реж. Б. Гражис. Худ. Н. Л. Двигубский. Балетмейстер Е. Г. Фарманянц.
- 25 апреля — «Старик». Пьеса в 4 д. М. Горького. Пост. А. Б. Шатрина. Худ. Б. И. Волков. Худ. по костюмам Ю. М. Волкова.
- 17 мая* — «Путешественник без багажа». Трагикомедия в 3 д. Ж. Ануйя. Пер. Ф. Леонидова. Пост. Л. В. Варпаховского. Худ. Л. В. Вегенер.

#### 1968/1969
- 27 декабря — «Отцы и дети». Инсценировка в 4 ч. Е. Р. Симонова по роману И С. Тургенева. Пост. Е. Р. Симонова. Реж. М. Е. Турбина. Худ. Б. И. Волков. Худ. по костюмам Ю. М. Волкова.
- 18 февраля — Открытие фестиваля болгарской драматургии. «Золотое руно». Сцен. композиции в 2 д. Н. X. Осиповой по мотивам повестей А. Гуляшки. Пост. Г. Аврамова (Болгария). Худ. А. Митев (Болгария). Муз. оформление В. Маринова (Болгария). Балетмейстер Ф. Бакалов (Болгария).
- 25 апреля — «Господин Боркман». Драма в 4 д. Г. Ибсена. Пер. А. В. и П. Г. Ганзен. Пост. А. Б. Шатрина. Худ. М. М. Курилко.
- 13 июня — «Бешеные деньги». Комедия в 5 д. А. Н Островского. Пост. Л. В. Варпаховского. Реж. В. И. Юрченко. Худ. Э. Г. Стенберг. Худ. по костюмам М. Е. Пермяк. Муз. оформление С. Г. Розенфельда (Алма-Ата).

#### 1969/1970
- 20 ноября* — «Разбойники». Трагедия в 5 д. Ф. Шиллера. Пер. М. М. Достоевского. Пост. Л. А. Заславского. Худ. В. Г. Харитонов. Муз. из Третьей симфонии Густава Малера.
- 21 декабря — «Человек и глобус». Драм. хроника начала атомной эры в 2 д. В. В. Лаврентьева. Пост. В. М. Бейлиса и В. Н. Иванова. Худ. В. Г. Харитонов. Комп. Р. С. Леденев.
- 8 марта — «Так и будет». Пьеса в 3 д. К. М. Симонова. Пост. Л. В. Варпаховского. Реж. В. С. Сверчков. Худ. Л. В. Варпаховский и В. А. Клотц.
- 24 марта* — «Эмигранты». Драма в 2 д. А. В. Софронова. Пост. В. И. Цыганкова. Худ. Н. Л. Двигубский. Комп. А. Я. Локшин. Балетмейстер Е. Г. Фарманянц.
- 22 апреля — «Признание». Пьеса в 3 д. С. А. Дангулова. Пост. Р. Н. Капланяна. Реж. М. Е. Турбина. Худ. Б. И. Волков. Эскизы костюмов К. К. Савицкого. Музыка из произведений Д. Д. Шостаковича. Балетмейстер А. Ф. Кобзева.

## 1970-е

#### 1970/1971
- 5 декабря* — «Инженер». Пьеса в 2 д. Е. С. Каплинской. Пост. В. М. Бейлиса и В. Н. Иванова. Худ. П. Л. Роднянский. Худ. по костюмам И. В. Гертович. Комп. А. Г. Паппе.
- 30 декабря* — «Растеряева улица». Пьеса в 3 д. М. С. Нарокова по Глебу Успенскому. Пост. В. М. Рыжкова. Худ. В. А. Челышев. Худ. по костюмам И. И. Гмыря. Комп. Ю. М. Чичков.
- 5 марта* — «Пропасть». Драма в 3 д. Й. Дарваша. Авторизов. пер. и сцен. редакция В. С. Розова. Пост. И. Казана (Венгрия). Худ. Г. Синтэ (Венгрия). Комп. Ш. Э. Каллош (Венгрия).
- 23 марта* — «Инженер». Пьеса в 2 д. Е. С. Каплинской. Пост. В. М. Бейлиса и В. Н. Иванова. Худ. руководитель постановки Б. И. Равенских. Худ. П. Л. Роднянский. Худ. по костюмам И. В. Гертович. Комп. А. Г. Паппе. Вторая сценическая редакция.
- 24 марта — «Достигаев и другие». Сцены в 3 д. М. Горького. Пост. Б. А. Бабочкина. Худ. Т. Г. Ливанова.
- 16 апреля — Открытие фестиваля музыкально-драматических произведений венгерских авторов в СССР. «Пропасть» (1-й спектакль 2-й сценической редакции). Драма в 3 д. Й. Дарваша. Авторизов. пер. и сцен, редакция В. С. Розова. Пост. И. Казана (Венгрия). Худ. Г. Синтэ (Венгрия). Музыка из произведений Ф. Листа, оркестровая редакция А. Г. Паппе.
- 20 мая — «Свадьба Кречинского». Пьеса в 3 д. А. В. Сухово-Кобылина. Пост. Л. Е. Хейфеца. Худ. Б. И. Волков. Худ. по костюмам Ю. М. Волкова. Комп. В. С. Дашкевич. Балетмейстер Т. Н. Кудашева.
- 25 мая — «Каменный хозяин». Драма в 3 д. Леси Украинки. Пер. М. И. Алигер. Пост. Р. Н. Капланяна. Реж. В. Н. Иванов и С. Ф. Конов. Худ. В. Г. Харитонов. Комп. Н. И. Пейко. Балетмейстер М. Ф. Камалетдинов.

#### 1971/1972
- 16 марта — «Самый последний день». Пьеса в 2 ч. Б. Л. Васильева. Пост. Б. И. Равенских. Реж. В. Н. Иванов. Худ. В. Ю. Шапорин. Комп. А. Г. Флярковский. Балетмейстеры М. Ф. Камалетдинов и П. Л. Гродницкий (Минск).
- 21 мая* — «Фальшивая монета». Сцены в 3 д. М. Горького. Пост. Б. А. Бабочкина. Реж. В. С. Сверчков. Худ. Т. Г. Ливанова.
- 30 июня — «Перед заходом солнца». Пьеса в 2 д. Г. Гауптмана. Пер. Л. 3. Лунгиной. Пост. Л. Е. Хейфеца. Худ. Дитер Берге (ГДР). Комп. В. С. Дашкевич. Балетмейстер П. Л. Гродницкий (Минск).

#### 1972/1973
- 23 декабря — «Птицы нашей молодости». Драма в 2 ч. И. Друцэ. Пост. И. С. Унгуряну. Рук. постановки Б. И. Равенских. Худ. В. Г. Русу-Чобану. Комп. Е. Д. Дога. Балетмейстер М. Ф. Камалетдинов.
- 19 марта* — «Пучина». Сцены из московской жизни А. Н. Островского. Пост. П. П. Васильева. Реж. М. Е. Турбина. Худ. А. П. Васильев. Комп. Ю. М. Буцко.
- 27 марта* — «Не всё коту масленица». Сцены из московской жизни А. Н. Островского. Пост. В. И. Хохрякова. Реж. А. С. Юнников. Худ. В. А. Клотц. Муз. оформление Р. А. Браславской. Балетмейстер П. Л. Гродницкий.
- 12 апреля — Спектакль-концерт, посвященный 150-летию со дня рождения А. Н. Островского. Лит. композиция Ю. Г. Добронравова. Реж. В. Б. Монахов. Худ. В. А. Клотц. Муз. оформление А. Г. Паппе.
- 20 мая* — «Конёк-горбунок». Пьеса-сказка в 3 д. П. П. Ершова. Инсценировка П. Г. Маляревского. Пост. реж.-стажёра Р. В. Соколова. Худ. М. А. Соколова. Комп. В. Чернышев. Балетмейстер П. Л. Гродницкий.
- 29 мая — «Царь Фёдор Иоаннович». Трагедия в 3 д. А. К. Толстого. Пост. Б. И. Равенских. Реж.-практикант Н. А. Рябов. Худ. Е. И. Куманьков. Комп. Г. В. Свиридов. Гос. хоровая капелла под руководством А. А. Юрлова.

#### 1973/1974
- 12 ноября — «Касатка». Комедия в 4 д. А. Н. Толстого. Пост. В. Н. Иванова. Худ. Е. И. Куманьков. Комп. В.Чернышев. Балетмейстер П. Л. Гродницкий.
- 7 декабря — Открытие заключительной недели фестиваля драматических и музыкальных произведений чехословацких авторов. «Средство Макропулоса». Трагикомедия в 3 д. К. Чапека. Пер. Т. М. Аксель. Пост. В. Б. Монахова. Худ. В. А. Клотц. Худ. по костюмам Л. Н. Варламова. Комп. А. Г. Паппе.
- 4 февраля — «Летние прогулки». Пьеса в 2 д. А. Д. Салынского. Пост. Л. Е. Хейфеца. Худ. М. Ф. Китаев. Муз. оформление Ю. Г. Голишева.
- 7 апреля — «Лев». Комедия в 3 д. А. Н. Островского. Пост. И. В. Ильинского. Худ. А. П. Васильев. Комп. Г. С. Фрид.
- 14 апреля* — «Одиннадцатая заповедь». Комедия в 2 д. Ф. Ф. Шамберка. Пер. И. В. Инова и О. М. Малевича. Пост. В. И. Хохрякова. Реж. А. С. Юнников. Худ. Э. П. Змойро. Муз. оформление О. М. Трацевской. Балетмейстер П. Л. Гродницкий.

#### 1974/1975
- 18 октября — «Гроза». Драма в 5 действиях А. Н. Островского. Режиссёр-постановщик Б. А. Бабочкин, режиссёр М. Е. Турбина, художник В. Левенталь.
- 24 апреля — «Русские люди». Трагедия в 2-х частях К. М. Симонова. Режиссёр-постановщик Б. И. Равенских. Художник Е. И. Куманьков. Музыка из произведений П. И. Чайковского.
- 21 июня 1975 — «Вечерний свет». Повесть для театра в 2 частях А. Арбузова. Новосибирск. Режиссёр-постановщик Л. Е. Хейфец. Художник Ю. И. Кононенко. Муз. оформление А. Г. Паппе.

#### 1975/1976
- 4 декабря — «Горе от ума». Комедия в 4 действиях А. С. Грибоедова. Режиссёр-постановщик В. Н. Иванов. Руководитель постановки М. И. Царев. Художник Е. И. Куманьков. Композитор Е. П. Крылатов.
- 27 декабря* — «Золотые костры». Драма в 2 действиях И. В. Штока. Режиссёр-постановщик П. П. Васильев. Художник А. П. Васильев. Композитор М. Е. Табачников. Балетмейстер П. Л. Гродницкий.
- 23 февраля — «Мезозойская история». Драма в 2 частях М. М. Ибрагимбекова. Режиссёр-постановщик Б. И. Равенских.. Режиссёр В. М. Бейлис. Художник В. Я. Ворошилов. Композитор Полад Бюль-Бюль.
- 17 апреля* — «Господа Головлёвы». Инсценировка романа М. Е. Салтыкова-Щедрина в 3 частях Е. Я. Весника. Режиссёры-постановщики Е. Я. Весник,  А. С. Юнников. Художник Е. И. Куманьков. Композитор Н. П. Будашкин.
- 8 мая 1976* — «Униженные и оскорбленные». Инсценировка романа Ф. М. Достоевского в 2 частях Е. П. Велихов. Режиссёр-постановщик Е. П. Велихов. Художник Э. Г. Стенберг. Композитор К. Е. Волков.
- 16 мая 1976* — «Беседы при ясной луне». Инсценировка по рассказам В. М. Шукшина в 2 частях В. Н. Иванова. Режиссёр-постановщик В. Н. Иванов. Художник И. Н. Новодережкин. Композитор А. Г. Паппе. Балетмейстер П. Л. Гродницкий.

#### 1976/1977
- 15 ноября* — «Ураган». Драма в 2 актах А. В. Софронова. Режиссёр-постановщик В. М. Бейлиса. Художник А. С. Бойм. Композитор Г. Пономаренко.
- 31 декабря* — «Над светлой водой». Драма в 2 частях В. Белова. Режиссёр-постановщик Н. А. Рябов (Дипломная работа выпускника ГИТИСа). Художник В. А. Клотц.
- 18 февраля 1977 — «Заговор Фиеско в Генуе». Драма в 2-х частях Шиллера. Перевод и сценическая редакция Л. Лунгиной. Режиссёр-постановщик Л. Е. Хейфец. Режиссёр-стажёр А. Д. Андреев. Художник В. Г. Серебровский. Композитор Н. Н. Каретников.
- 17 апреля 1977* — «Плутни Скапена». Комедия в 2 действиях Ж.-Б. Мольера. Режиссёр-постановщик Е. Я. Весника. Режиссёр М. Е. Велихова. Художник Э. П. Змойро. Композитор А. Л. Рыбников.
- 4 июня 1977 — «Маленькая эта земля». Пьеса в 2 актах Г. Джагарова. Перевод с болгарского языка М. Михалевич. Режиссёр-постановщик Е. И. Ташков. Художник Е. И. Куманьков. Композитор А. Я. Эшпай.

#### 1977/1978
- 6 ноября 1977 — «Любовь Яровая». Пьеса в 2 действиях К. А. Тренева (новая сценическая редакция). Режиссёр-постановщик П. Н. Фоменко. Режиссёр А. С. Юнников. Художник Е. И. Куманьков. Костюмы В. Кривошеиной. Композитор А. А. Николаев.
- 30 декабря* — «Вина». Пьеса в 2 частях А. Кургатникова. Режиссёр-постановщик В. Н. Иванов. Режиссёр-стажёр Г. Е. Примак. Художник В. А. Вольский.
- 23 марта* — «Головокружение». Драма в 2 актах Г. Саркисяна. Режиссёр-постановщик В. М. Бейлис. Художник С. Б. Бенедиктов. Композитор Г. С. Фрид.
- 3 мая — «Возвращение на круги своя». Драматическая баллада в 4 частях И. Друцэ. Режиссёр-постановщик Б. И. Равенских.. Режиссёр М. Е. Турбина, ассистент Ю. В. Иоффе. Художник Э. С. Кочергин. Музыка из произведений А. П. Бородина и Ф. Шопена.
- 3 июля* — «Ревнивая к самой себе». Комедия в 2 действиях Тирсо де Молины. Руководитель постановки Л. Е. Хейфец. Режиссёр-стажёр А. Д. Андреев. Художник С. М. Бархин. Композитор Ш. Э. Каллош.

#### 1978/1979
- 21 декабря — «Берег». Инсценировка романа Ю. В. Бондарева в 2 частях М. Л. Рогачевского (Сценическая редакция Малого театра). Режиссёр-постановщик В. А. Андреев. Режиссёр А. С. Юнников. Художник Е. И. Куманьков. Костюмы В. Кривошеиной.
- 29 декабря — «Мамуре». Пьеса в 2 действиях Ж. Сармана. Перевод с французского К. А. Куприной. Режиссёр-постановщик Б. А. Львов-Анохин. Режиссёр В. К. Седов. Художники О. А. Твардовская-Макушенко, В. А. Макушенко. Композитор Г. С. Фрид. Балетмейстер П. Л. Гродницкий.
- 5 мая — «Король Лир». Трагедия в 5 действиях У. Шекспира. Режиссёр-постановщик Л. Е. Хейфец. Режиссёр М. Е. Велихова. Художник Д. Д. Лидер. Композитор Н. Н. Каретников.
- 16 мая — «Потерянный рай». Пьеса в 2 частях И. Шаркади. Режиссёр-постановщик В. Я. Мотыль. Режиссёр В. М. Бейлис. Художник В. П. Кострин. Музыка совр. венгерских композиторов. Балетмейстер П. Л. Гродницкий.
- 14 июня* — «Агония». Драма в 3 актах М. Крлежи. Перевод с хорватско-сербского Н. Вагаповой. Режиссёр-постановщик Стево Жигон (СФРЮ), режиссёр В. Н. Иванов. Художник Е. И. Куманьков. Костюмы Божаны Йованович (СФРЮ). Композитор А. Г. Паппе.

#### 1979/1980
- 29 декабря* — «Красавец-мужчина». Комедия в 4 действиях А. Н. Островского. Режиссёр-постановщик М. Е. Владимиров. Режиссёр М. Е. Турбина. Художник Е. Э. Гороховский. Композитор Г. С. Фрид.
- 12 февраля — «Ивушка неплакучая». Драма в 2 действиях М. Н. Алексеева. Режиссёр-постановщик А. Л. Матвеев. Режиссёр В. Я. Мартенс, стажер В. И. Тюкин. Художник Ю. Н. Венцель. Композитор В. Н. Лебедев.
- 25 марта — «Женитьба Бальзаминова». Картины из московской жизни в 3 актах А. Н. Островского. Руководитель постановки Б. А. Львов-Анохин. Режиссёр-постановщик В. К. Седов. Художники О. А. Твардовская, В. А. Макушенко. Музыкальная композиция А. Г. Паппе по произведениям И. Штрауса.
- 8 мая — «Вызов». Драма в 2 частях Г. М. Маркова и Э. Ю. Шима. Режиссёр-постановщик В. А. Андреев. Режиссёр В. М. Бейлис. Художник В. Б. Бенедиктов. Композитор Э. Н. Артемьев.

## 1980-е

#### 1980/1981
- 30 декабря* — «Каменный цветок». Инсценировка в 2 частях В. Алексеева по мотивам уральских сказов П. П. Бажова. Режиссёр-постановщик В. Н. Иванова. Художник М. А. Богданов. Художник по костюмам Л. И. Осадчая. Композитор Н. Н. Сидельников.
- 23 февраля — «Целина». Сценическая композиция в 1 действии по книге Л. И. Брежнева. Режиссёры-постановщики Б. А. Львов-Анохин и В. М. Бейлис. Режиссёр М. Е. Турбина. Художник Е. И. Куманьков. Композитор В. И. Мороз.
- 14 марта* — «Ретро». Пьеса в 2 действиях А. М. Галина. Режиссёр-постановщик Л. Е. Хейфец. Режиссёр М. Е. Велихова. Художник Д. Л. Боровский. Костюмы В. А. Клотца.
- 28 мая — «Фома Гордеев». Повесть для театра в 2 частях М. Горького. Режиссёр-постановщик Б. А. Львов-Анохин. Режиссёр В. К. Седов. Художник В. Я. Фомин. Костюмы О. Н. Шараповой. Композитор В. И. Мороз.
- 31 мая* — «Без вины виноватые». Пьеса в 4 действиях А. Н. Островского. Режиссёры-постановщики В. И. Хохряков и А. В. Бурдонский. Режиссёр Н. В. Кенигсон. Художник Е. И. Куманьков. Костюмы Л. Н. Варламовой. Композитор В. Ф. Чернышёв.

#### 1981/1982
- 2 января 1982 — «Вишнёвый сад». Комедия в 4 действиях А. П. Чехова. Режиссёр-постановщик И. В. Ильинский. Режиссёр В. Я. Мартенс. Художник В. А. Клотц. Композитор В. И. Мороз.
- 29 марта* — «Ревизор». Комедия в 5 действиях Н. В. Гоголя. Режиссёры-постановщики Е. Я. Весник и Ю. М. Соломин. Художник Е. И. Куманьков.
- 26 мая — «Выбор». Пьеса в 2 частях Ю. В. Бондарева. Режиссёры-постановщики В. А. Андреев и В. М. Бейлиса. Режиссёр М. Е. Турбина. Художник Б. Л. Бланк.

#### 1982/1983
- 30 ноября — «Дикий ангел». Повесть о семье в 2 частях А. Коломийца. Режиссёр-постановщик В. К. Седов. Художник Е. И. Куманьков. Композиторы А. И. Микита, В. В. Свечников.
- 2 января* — «Картина». Пьеса в 2 частях А. О. Ремеза, Л. Е. Хейфеца по роману Д. Гранина. Режиссёр-постановщик Л. Е. Хейфец. Режиссёр Н. В. Кенигсон. Художники О. А. Твардовская-Макушенко, В. А. Макушенко.
- 1 марта — «Мой любимый клоун». Комедия в 2 актах В. Б. Ливанова. Режиссёр-постановщик В. М. Соломин. Режиссёр Н. А. Верещенко. Художник К. В. Шимановская. Композитор В. И. Мороз.

#### 1983/1984
- 27 сентября — «Сирано де Бержерак». Героическая комедия в 2 актах Э. Ростана. Режиссёр-постановщик Р. Н. Капланян. Режиссёр Н. В. Кенигсон. Художник Э. Г. Стенберг. Костюмы Н. Ю. Поваго. Композитор А. Б. Журбин.
- 29 октября* — «Утренняя фея». Испанская народная легенда в 2 действиях А. Касоны. Режиссёр-постановщик Б. А. Львов-Анохин. Режиссёр В. Е. Федоров. Художник В. Я. Фомин. Костюмы О. В. Кулагиной. Композитор Н. А. Кошкин.
- 18 ноября — «Дети Ванюшина». Драма в 3 частях С. А. Найденова. Режиссёры-постановщики М. И. Царев, В. М. Рыжков, В. К. Седов. Художник Е. И. Куманьков. Композитор В. И. Мороз.
- 6 декабря* — «Незрелая малина». Комедия в 2 частях Иржи Губача[чеш.]. Режиссёр-постановщик А. В. Бурдонский. Режиссёр Н. В. Кенигсон. Художник Е. И. Куманьков. Композитор Г. С. Фрид.
- 23 марта — «На всякого мудреца довольно простоты». Комедия в 5 действиях А. Н. Островского. Режиссёр-постановщик И. В. Ильинский. Режиссёр В. Я. Мартенс. Художник С. М. Бархин. Композитор Э. В. Мунтаниол.
- 12 мая* — «Живой труп». Драма в 6 действиях Л. Н. Толстого. Режиссёр-постановщик В. М. Соломин. Режиссёр Н. А. Верещенко. Художник А. К. Глазунов. Костюмы М. А. Соломиной.

#### 1984/1985
- 29 декабря — «Рядовые». Драматическая баллада в 2-х действиях А. А. Дударева. Перевод с белорусского автора. Режиссёры-постановщики: Б. А. Львов-Анохин и В. Е. Фёдоров. Художник Д. Л. Боровский.
- 29 декабря — «Накануне». Инсценировка романа И. С. Тургенева в 2-х частях. Режиссёр-постановщик В. К. Седов. Художники О. А. Твардовская, В. А. Макушенко. Музыка из произведений Т. Альбиони и Г. В. Свиридова.
- 1 марта* — «Из воспоминаний идеалиста», Инсценировка С. С. Еремеева по произведениям А. П. Чехова. Комические странности в 2-х частях. Режиссёр-постановщик В. М. Бейлис. Режиссёр С. С. Еремеев. Художник В. А. Клотц.
- 26 мая — «Из новостей этого дня». Спектакль в 2-х частях Г. М. Маркова и Э. Ю. Шима. Режиссёр-постановщик Е. Я. Весника. Режиссёр В. Я. Мартенс. Художник Е. И. Куманьков. Композитор Н. П. Будашкин.
- 31 мая 1985 — «Зыковы». Спектакль в 2-х частях по пьесе М. Горького. Режиссёр-постановщик Л. Е. Хейфец. Режиссёр Н. В. Кенигсон. Художник Д. Л. Боровский.

#### 1985/1986
- 3 ноября — «Федра». Трагедия в 5 актах Ж. Расина. Режиссёры-постановщики: Б. А. Львов-Анохин и В. Е. Фёдоров Художник В. Я. Фомин Композитор Г. С. Фрид
- 6 января — «Недоросль». Комедия в 2-х частях Д. И. Фонвизина. Режиссёр-постановщик В. Н. Иванов. Художник Е. И. Куманьков. Композитор Е. П. Крылатов.
- 1 марта — «Иван». Трагикомедия в 2-х частях А. И. Кудрявцева. Режиссёр-постановщик В. А. Андреев. Режиссёр Н. В. Кенигсон. Художник В. Я. Фомин. Композитор В. А. Гаврилин.
- 15 мая* — «Доходное место». Комедия в 5-ти действиях А. Н. Островского. Режиссёр-постановщик В. М. Бейлис. Режиссёр М. Е. Турбина. Художник Т. Г. Ливанова. Композитор Г. С. Фрид.

#### 1986/1987
- 29 декабря — «Человек, который смеётся». Инсценировка Т. А. Еремеевой романа В. Гюго. Драма в 2-х д. Режиссёры-постановщики: И. В. Ильинский и В. Я. Мартенс. Художник А. П. Васильев. Костюмы Н. Н. Рудюк. Композитор Г. С. Фрид.
- 4 января* — «Сон о белых горах». Повествование для театра в 2-х частях В. П. Астафьева и В. Седова по повести В. П. Астафьева «Царь-рыба». Режиссёр-постановщик В. К. Седов. Художники О. А. Твардовская, В. А. Макушенко. Композитор Э. Н. Артемьев.
- 3 мая — «Холопы». Пять картин из семейной хроники Плавутиных-Плавунцовых П. П. Гнедича. Режиссёр-постановщик Б. А. Львов-Анохин. Режиссёр В. Е. Федоров. Художник А. В. Сергеев. Фрагменты из сюиты С. С. Прокофьева «Поручик Киже».
- 14 мая* — «Обсуждению подлежит». Комедия в 2-х д. А. Косенкова, сценическая редакция Малого театра. Режиссёр-постановщик В. Е. Федоров. Художник В. Я. Фомин. Композитор В. Р. Ерицян.

#### 1987/1988
- 25 сентября — «Игра». Пьеса в 2-х частях Ю. В. Бондарева. Режиссёр-постановщик В. А. Андреев, режиссёр Н. В. Кенигсон, художник Е. И. Куманьков, композитор Э. Н. Артемьев.
- 22 января* — «Долгий день уходит в ночь». Пьеса в 4-х д. Ю. О`Нила, перевод с английского и литературная редакция В. Вульфа. Сценическая редакция Малого театра. Режиссёр-постановщик С. И. Яшин, художник Е. Качелаева, композитор Ю. В. Прялкин.
- 27 февраля — «Дом на небесах». Трагикомедия в 2-х частях И. Губача. Перевод и сценическая редакция А. Р. Волчанского. Режиссёр-постановщик Зденек Мика (ЧССР), режиссёр В. Я. Мартенс, художник Збинек Коларж (ЧССР), композиторы И. Банажит, И. Маласек (ЧССР).
- 3 апреля 1988 — «Двое на качелях». Камерная пьеса в 3-х действиях У. Гибсона, перевод Н. Треневой. Режиссёр-постановщик А. И. Шуйский, художник Т. Спасоломская.
- 11 июня 1988 — «Гости». Пьеса в 2-х частях Л. Зорина. Режиссёр-постановщик В. А. Андреев, режиссёр Н. В. Кенигсон, художник Е. И. Куманьков, композитор Ю. С. Саульский.

#### 1988/1989
- 22 декабря — «Вишнёвый сад». Комедия А. П. Чехова. Постановка И. В. Ильинского. Режиссёр возобновления В. Я. Мартенс, художник В. А. Клотц, композитор В. И. Мороз.
- 23 декабря* — «Леший». Комедия в 4-х действиях А. П. Чехова. Режиссёр-постановщик Б. А. Морозов, художник И. Г. Сумбаташвили, композитор Г. Я. Гоберник.
- 22 февраля — «Сказки Голливуда». Пьеса в 2-х действиях К. Хэмптона. Перевод и сценическая редакция О. Табачниковой. Режиссёры-постановщики Б. А. Львов-Анохин и В. Е. Федоров, художник А. В. Сергеев, композитор В. Р. Ерицян.
- 24 марта* — «Хищники». Комедия в 2-х действиях А. Писемского. Режиссёр-постановщик В. М. Бейлис. Режиссёр Н. А. Верещенко, художник Е. И. Куманьков, костюмы В. В. Литвищенко, композитор Г. С. Фрид.
- 7 мая — «Отец». Камерная пьеса в 3-х действиях А. Стриндберга. Пер. Е. Суриц. Режиссёр-постановщик Э. Е. Марцевич, художник Е. И. Куманьков, костюмы Н. И. Закурдаевой.
- 3 июня* — «Ночь Игуаны». Драма в 2-х действиях Теннесси Уильямса. Пер. Д. Аграчева. Режиссёр-постановщик Т. Манн (США). Режиссёр А. И. Шуйский, художник Зак Браун (США), костюмы Н. И. Закурдаевой (по оригинальным эскизам Дженифер Ван Майахаузер (США), муз. оформление Патриции Брукс (США).

#### 1989/1990
- 4 марта* — «…И Аз воздам». Последние дни семейства Романовых. Пьеса С. Кузнецова (сценическая редакция Малого театра). Режиссёр-постановщик Б. А. Морозов, режиссёр А. А. Четверкин, художник И. Г. Сумбаташвили, композитор Г. Я. Гоберник.